# Comuna de Zakrzewo
Zakrzewo (polaco: Gmina Zakrzewo) é uma gminy (comuna) na Polónia, na voivodia de Grande Polónia e no condado de Złotowski. A sede do condado é a cidade de Zakrzewo.
De acordo com os censos de 2004, a comuna tem 4788 habitantes, com uma densidade 29,5 hab/km².

## Área
Estende-se por uma área de 162,52 km², incluindo:
- área agrícola: 46%
- área florestal: 46%

## Demografia
Dados de 30 de Junho 2004:
|                      | Total   | Total | Mulheres | Mulheres | Homens  | Homens |
| -------------------- | ------- | ----- | -------- | -------- | ------- | ------ |
|                      | pessoas | %     | pessoas  | %        | pessoas | %      |
| População            | 4788    | 100   | 2366     | 49,4     | 2422    | 50,6   |
| Densidade (pop./km²) | 29,5    | 100   | 14,6     | 14,6     | 14,9    | 14,9   |

De acordo com dados de 2002, o rendimento médio per capita ascendia a 1465,29 zł.

## Subdivisões
- Czernice, Drożyska Małe, Drożyska Średnie, Drożyska Wielkie, Głomsk, Kujan, Ługi, Nowa Wiśniewka, Osowiec, Prochy, Stara Wiśniewka, Śmiardowo Złotowskie, Wersk, Zakrzewo.

## Comunas vizinhas
- Lipka, Więcbork, Złotów